# Latinos
El término latino (en latín: Latini) hace referencia a una de las etnias de origen indoeuropeo y del grupo itálico que se asentaron a lo largo de la costa tirrénica del Latium, en Italia, en el curso del II milenio a. C., durante la Edad del Bronce. Estaban emparentados con otras poblaciones itálicas (sabinos, umbros, sículos, etc.) y particularmente con los faliscos, cuya emigración fue, si no contemporánea, cuando menos cronológicamente próxima a la de los latinos y junto a los cuales conformaban el subgrupo de pueblos itálicos conocido como latino-falisco.
'Latino' (distinto de latinoamericano) es el nombre del antiguo pueblo itálico que habitaba el Lacio central y cuya lengua era el latín. La antigua Roma era originalmente una aldea del pueblo latino; por eso, posteriormente, se llamó a los antiguos ciudadanos romanos también latinos.

## Tradición histórico-literaria del origen

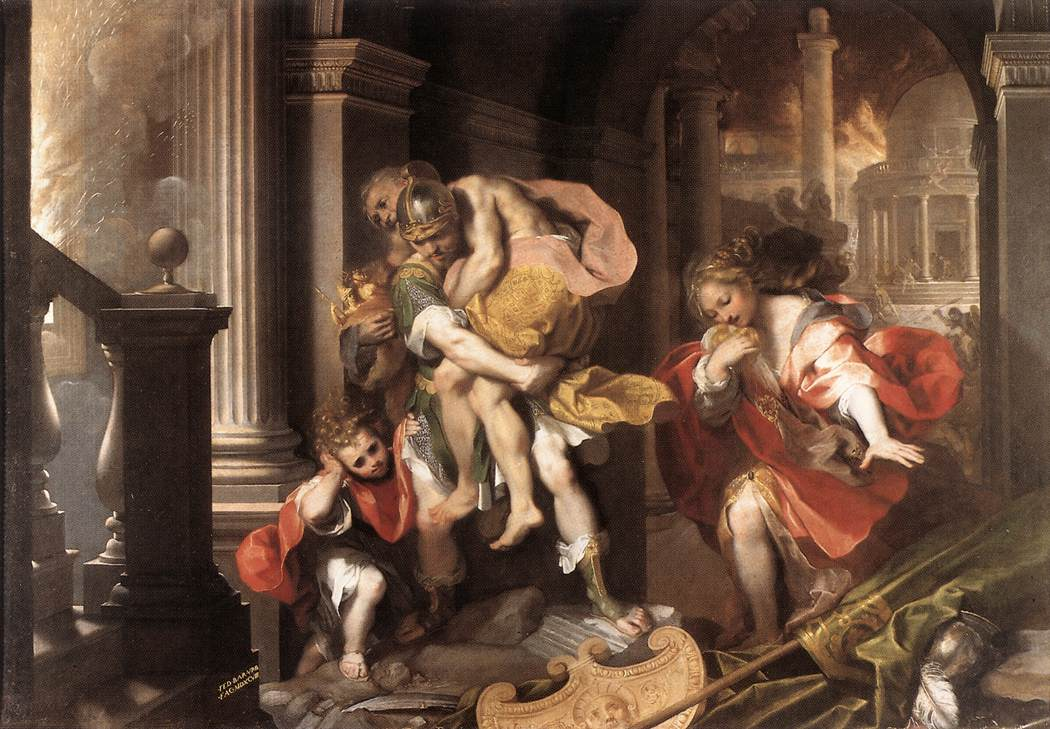
Federico Barocci: Eneas escapa de Troya (1598), Galería Bourgeois, Roma.

En la Teogonía (1010 a. C. / 1014 a. C.), Hesíodo se refiere a la figura de Latino, rey que gobernaba sobre un pueblo del Tirreno: los latinos. Esta es la primera ocasión en la que son citados como habitantes del Latium (Lacio). Los primeros en establecer una conexión entre esta última región y una ciudad de Asia Menor, Troya (a través de la figura de Eneas), fueron dos escritores griegos del siglo V a. C. Helánico de Lesbos y Damastes de Sigeo. Posteriormente (300 a. C. aprox.), el historiador siciliano Timeo de Tauromenio, hace la mención del origen del troyano de los penates custodiados en un santuario de Lavinium (Lavinia), ciudad sagrada para toda la nación latina. Fabio Píctor, Tito Livio, Dionisio de Halicarnaso, Apiano y Dion Casio acreditan la versión de Helánico, de Damaste y de Timeo. 
En su historia de Roma, Livio escribe: 

«Oppidum condunt; Aeneas ab nomine uxoris Lavinium appellat»
«fundando pues una ciudad a la que Eneas, por el nombre de su esposa, llamó Lavinia»
Livio

En esos mismos años dicha leyenda será sublimada poéticamente en la Eneida de Virgilio. Según la opinión de los historiadores de la antigüedad y el mayor poeta épico romano, después de las muertes del rey Latino y de Eneas, la población autóctona comenzó a mezclarse con los troyanos para dar origen al pueblo latino (siglo XII a. C.)

## Geografía

### El territorio
Según una teoría, este pueblo se dirigió a lo largo de la ribera tirrena hacia el sur instalándose en la franja costera comprendida entre el curso bajo del Tíber y el golfo de Policastro, entre las actuales Campania y Calabria. Sucesivamente, en épocas protohistóricas, los pueblos pertenecientes a la etnia latina se establecieron en la zona meridional siendo absorbidos por otras poblaciones. De la zona inicial de asentamiento, los latinos se retiraron hasta controlar únicamente la región del Latium Vetus (o Latium Priscum), delimitada, a grandes rasgos, al norte por el Tíber; al oriente por los montes Praenestinos y una porción del río Trerus; al sur por la rama septentrional de los Montes Volscos y al occidente por el mar Tirreno. 
Otros estudiosos opinan en cambio, que originalmente los asentamientos latinos se extendieron entre el Tíber y el Bajo Lacio (llanura pontina, bajo curso del Liris), pero posteriormente se restringieron, en época protohistórica a la región de Latium Vetus. 
Finalmente, según la tradición romana, la cuna originaria de este pueblo fue la zona de los montes Albanos, desde donde el nombre de los latinos se difundió, sucesivamente, por las llanuras circundantes. En cualquier caso, en vísperas de la primera expansión de Roma y su estado (aparecidos aprox. s. VI a. C.), el territorio en el que estaban establecidos los latinos era de una extensión no mayor a 2000 km², correspondientes a poco más de la décima parte de la actual región del Lacio.

### La población

Pueblos indoeuropeos alrededor del 1500 a. C.

Dado lo exiguo del territorio que controlaba, la población latina no podría en la época prerromana haber excedido los 60 000 o 70 000 habitantes. Era pues una etnia absolutamente minoritaria no solo en la Italia central, sino incluso en el mismo Lacio.
Cómo una pequeña nación como esta pudo crear, a través de Roma, el más grande imperio de la antigüedad, modelo no superado que perduró durante más de dos milenios, logrando la convivencia pacífica, la cooperación y el desarrollo de muchos pueblos, y que ha sido la base e incluso el alma de la moderna civilización europea, es un misterio que tal vez excede a la investigación histórica y que hunde sus raíces en las estepas de Ucrania, o quizá aún más al oriente, entre el mar Caspio y los Urales, en la Eurasia centro-occidental. 
Esta fría y desolada tierra de hecho, se ha contemplado como probable cuna de la estirpe indoeuropea, que en el curso de la antigüedad dio origen sucesivamente a pueblos que rigieron alternativamente de gran parte de Eurasia a través del tiempo, entre otros: los hititas, los medos y persas, los arios, los griegos, los macedonios, los latinos, y ya en el umbral de la Edad Media, los germanos. Esta etnia fue el eje unificador y base civilizadora de un conjunto étnico compuesto de muchos pueblos, a veces también unidos por una lengua y religión común.
Los latinos en un momento dado dieron vida a estructuras estatales (entre ellas la romana), que si bien no eran de su misma base racial, y estaban abiertas a nuevas aportaciones étnicas, incentivaron un sistema de valores común, teniendo originalmente como puntos de referencia, la virtud individual en todas sus manifestaciones y una visión aristocrática de la vida que impregnó a toda la colectividad.

### Ciudades

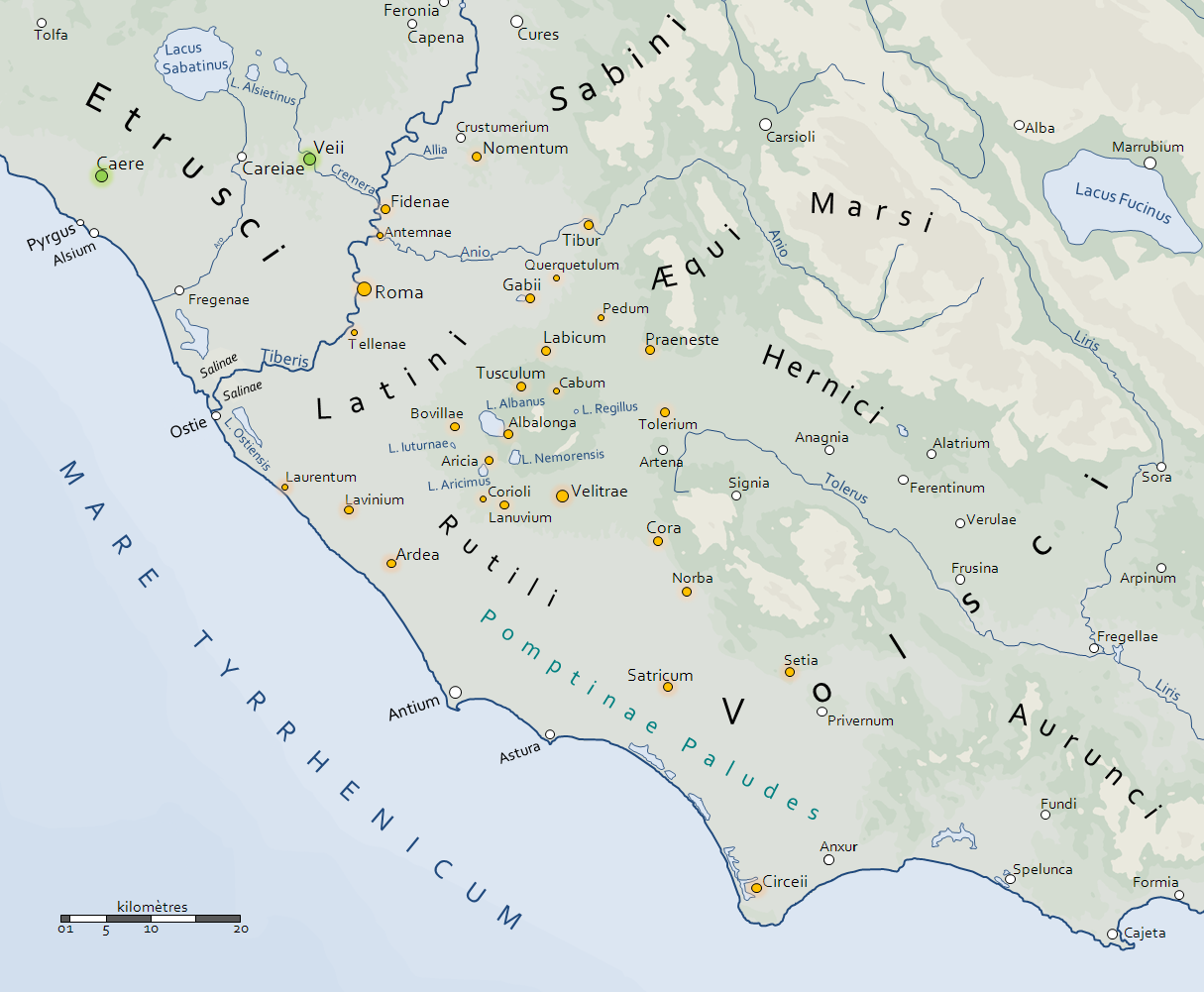
Mapa del Latium con los nombres de las ciudades de la Liga latina.

Según la historiografía tradicional, el desarrollo propiamente urbano de Roma y del Latium se empezó a delinear solo en la época etrusca, esto fue pues entre el final del siglo VII a. C. y la primera mitad del siguiente siglo. Pero en las últimas tres décadas tal formulación ha sido sometida a debate debido a las investigaciones, los hallazgos y las importantes contribuciones teóricas de un grupo de arqueólogos e historiadores, no solo italianos, encabezados por Andrea Carandini.
En 1988 fue descubierto el primer lienzo de la muralla de Roma, datable en torno al 725 a. C., momento en el que ya habían salido a la luz testimonios del s. VIII a. C., relativos a las ciudades de Preneste y Tibur, los dos mayores centros, después de Roma, del área latina, al menos hasta el momento en que fue absorbido el Latium Vetus por el estado romano.
Es difícil establecer una clara línea de demarcación para los fenómenos urbano y protourbanos, pues es evidente que ya a partir del 750 a. C. aprox. algunos centros, por su estructura y dimensión, podían ser equiparables a las verdaderas ciudades sobre el modelo que era ya habitual en Etruria un par de generaciones antes, y en el sur de la península con los primeros establecimientos helénicos (Magna Grecia). Sin embargo estos últimos parecen ser posteriores a los de los etruscos o los latinos, por lo tanto lo hecho por estos habría sido conseguido en forma autónoma, logrando así un modelo de desarrollo autóctono.
Con Dionisio de Halicarnaso, Estrabón y Plinio el Viejo se concluye, de sus obras, sobre las comunidades más antiguas del Latium Vetus, que muchas de aquellas ya habían desaparecido en los siglos en los que los tres escritores las describieron. De algunas tampoco se ha tenido éxito en conocer su ubicación exacta, entre ellas está la misma Alba Longa, centro neurálgico de la Liga Latina, en torno a la primera mitad del siglo VII a. C., y primera en ser destruida por Roma. De Plinio nos quedan dos listas detalladas de ciudades, la segunda de las cuales se refiere al «populi de la foederatio albensis». En esta última aparecen: Alba longa, Manates (Tibur), Fidenates (Fidaene), Foretes (Gabii) Accienses (Aricia), Tolerus (Valmontone), y algunas que constituyeron parte integrante de la ciudad de Roma: Velienses (Velia), Querquetulani (Celio), Munienses (Quirinal, pero según algunos historiadores se trata de Castrimoenium) etc.

## Historia

### Cercados y federaciones
Actualmente se ha determinado históricamente el arribo de una población diferente de la previamente residente en el Lacio en época protohistórica. Tal población, basándose en consideraciones de índole lingüística y una serie de hallazgos arqueológicos, ha sido identificada con los latinos. Da fe de ello la simple comparación de los sepulcros en los que se usaba el rito de la incineración, en tanto que en los sepulcros de épocas anteriores se acostumbraba exclusivamente al rito de la inhumación. El primer sepulcro que muestra este nuevo rito es datable en torno al siglo X a. C. y se encuentra en la zona de los montes Albanos, al sur de la actual Grottaferrata, pero pudo difundirse en otras partes del Latium, incluyendo a Roma, basándose en estas consideraciones se fundamentó la tradición romana de que este grupo constituía el eje de la nación latina.
En la primera Edad de Hierro, la forma de poblamiento de los latinos se articulaba en una serie de agrupamientos rurales autónomos, teniendo a menudo como centro un cercado o aldea fortificada (oppidum), en torno a la cual se coligaban estrechamente. Es evidente que en aquella época mantenían un profundo sentimiento de pertenencia, por tener un origen y un culto común, lo que indujo a que muchas de estas entidades crearan verdaderas federaciones o ligas. Estas, que originalmente tuvieron un carácter eminentemente religioso, con el tiempo debido a su éxito derivaron en organizaciones en pro de la defensa del territorio, del comercio y otros asuntos de común interés. La liga albense fue probablemente la más antigua entre las federaciones del Latium Vetus y estaba constituida por unas treinta aldeas con su centro situado sobre el Monte Albano (populi albenses), según señala Plinio el Viejo. El corazón de este gran agrupamiento de poblados era la ciudad de Alba Longa, arrasada en torno a la mitad del s. VII a. C. por Roma, que la sustituyó en la dirección de la liga. Al final de esta misma centuria y en las siguientes, muchos otros centros latinos fueron absorbidos por el estado romano, que ahora era gobernado por una dinastía etrusca.

### La supremacía etrusca
En el último decenio del siglo VII a. C. y aún más en el curso del siglo VI a. C., se había afirmado en todo el territorio latino, en casi toda la Campania y en parte de la llanura del Po, la supremacía etrusca que se prolongó hasta finales del s. VI a. C. y que en Roma corresponde, según la tradición, a los tres últimos reyes pertenecientes a la dinastía de los tarquinos (Tarquino Prisco, Servio Tulio y Tarquino el Soberbio). En esta ciudad, el periodo monárquico etrusco terminó en el 509 a. C., según los historiadores latinos y griegos,
Con la batalla de Ariccia (504 a. C.), los latinos, gracias al apoyo de un contingente cumano, derrotaron a los etruscos de Clusio, que aspiraban a ocupar el sitio de la depuesta dinastía de los tarquinos (o, según otra teoría, intentaban restituirla) en el poder del más importante centro de la región: Roma. La pronta intervención de los aliados de los latinos permitió a Roma conservar el gobierno republicano que hacía poco se había instaurado, prolongándose desde entonces por cinco siglos, y al mismo tiempo acabando las aspiraciones expansionistas etruscas en el Lacio centro-meridional.
Al terminar la supremacía etrusca sobre el Latium Vetus, se desencadenaron una serie de cruentas luchas entre Roma y las otras ciudades de la región, en particular con Túsculo, por el control del territorio. Aunque Túsculo logró el apoyo de la mayoría de las poblaciones latinas, Roma salió airosa, venciéndolas en la batalla del Lago Regilo (496 a. C.), imponiendo así su hegemonía por sobre sus rivales, que sancionó unos años después con el foedus Cassianum. (493 a. C.). Este tratado, que tomó su nombre del cónsul romano Espurio Casio, reguló las relaciones entre Roma y las otras poblaciones latinas por más de siglo y medio, hasta que fue sustituido por una serie de acuerdos bilaterales entre Roma y los principales núcleos del Latium, en el marco de una política de absorción definitiva de la región en el estado romano(338 a. C.).

### La colonización

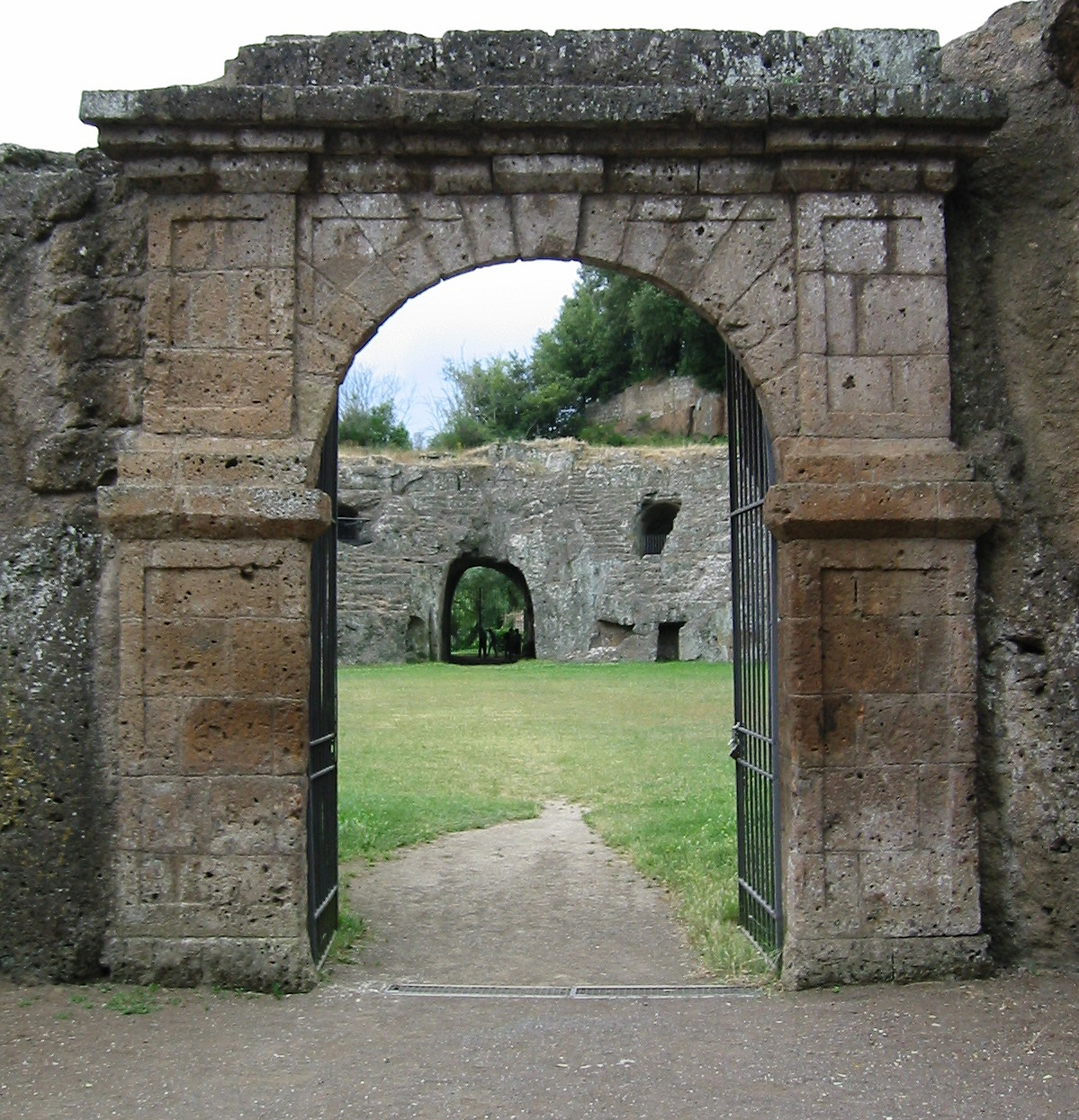
Anfiteatro de Sutrium

En los albores de la época republicana, comenzó el gran movimiento colonizador del pueblo latino, que a menudo con otros nombres, pero con una finalidad semejante, acompañó la misión «civilizadora» de Roma hasta el fin de su imperio. La causa inicial con toda probabilidad se debió a la alta tasa de crecimiento de la población del Latium Vetus presente desde la época etrusca, y que implicó un exceso demográfico imposible de absorber por la región.
Los primeros poblados que se supone que fueron colonias latinas, son Cora (501 a. C.) y Signia (495 a. C.), ciudades de origen incierto. Ambas se ubicaban en el país de los volscos, pero cerca de la frontera meridional del Latium Vetus. De un año después data Velitrae (494 a. C.), probablemente fundada por los volscos, como Ancio (Antium) (467 a. C.), cuya colonización fue efímera, pues un decenio después volvió a ser ocupada por sus antiguos pobladores. La crisis política, económica y demográfica del siglo V a. C., impidió que se llevaran a cabo nuevos asentamientos hasta el 416 a. C., cuando apareció una colonia ahora en Labici, ubicada dentro del Latium Vetus.
Particularmente activo fue el movimiento colonizador en los primeros dos decenios del siglo IV a. C. dirigiéndose a Vitelia (395 a. C.), luego a Circei (393 a. C.); y posteriormente con Satricum (385 a. C.), Sutrium (382 a. C.) y Nepet o Nepete  (382 a. C.), esta última en territorio etrusco. Anxur, aunque fue conquistada en el 406 a. C., solo acogió una colonia muchas décadas después (329 a. C.).
Todas las colonias mencionadas estaban bajo el derecho latino, aunque fueran pueblos romanos; solo después de la anexión del Latium Vetus al estado romano (338 a. C.) aparecieron colonias bajo el derecho romano, junto a aquellas bajo el derecho latino (en orden cronológico, la primera fue Antium, recolonizada en el 338 a. C.). Hay que recordar que estas últimas eran anexadas como ciudades federadas, con la pérdida de la ciudadanía original de todos los colonizadores (fueran latinos o romanos), mas con el derecho de comerciar libremente y de contraer matrimonio con ciudadanos romanos.

### La crisis delsigloVa.C.
El retiro definitivo de los etruscos al norte del Tíber, seguida poco después por la grave derrota que sufrieron en la batalla naval de Cumas (474 a. C.), a manos de los siracusanos, determinó que este pueblo se replegara, abandonando su papel político como gran potencia en el Mediterráneo central. La Campania etrusca y el cayo en poder de los samnitas y de sus aliados pocos decenios después junto al Latium Vetus, punto importante de la política de los tirrenos en la Italia centro-meridional. Incluso en su propio territorio en este mismo siglo debió afrontar una grave situación política externa, a la vez que interna (luchas sociales), que atentó contra su misma existencia y frenó para siempre su desarrollo. 
En el curso del siglo V a. C., el Lacio y las regiones limítrofes del Piceno, del Samnio, y de Campania, fueron escenario de la expansión de varios pueblos itálicos, primero de los samnitas, luego los ecuos y los volscos. Estos últimos eran una nación guerrera ubicada entre los Montes Volscos y el Liris, que al final del siglo V a. C. condujeron a la Liga Latina y a Roma a una serie interminable de guerras de desgaste. Durante este periodo la fortaleza volsca de Antium fue conquistada y ocupada por los romanos en el 468 a. C. pero la perdieron un decenio después, en tanto las colonias latinas de Signia y Norba, sobre los montes Volscos, sufrieron un asedio permanente. 
En estos conflictos, los volscos fueron a menudo apoyados por los ecuos, otro pueblo extremadamente belicoso que se había asentado el curso alto del río Aniene, los Montes Hérnicos y el lago Fucino, a caballo entre las actuales regiones del Lacio y de los Abruzos. Los ecuos, durante algunos años, lograron llegar a ocupar Praeneste, segunda ciudad latina en importancia, avanzando hasta las estribaciones orientales de los montes Albanos; Fueron detenidos en el monte Álgido (458 a. C.) por un dictador que pasó a la leyenda: Lucio Quincio Cincinato. Para volver aún más dramático este de por sí ya sombrío cuadro, aparecieron los sabinos, que entre el 495 a. C. y el 449 a. C. se alzaron en armas repetidamente contra los latinos. Finalmente la poderosa ciudad etrusca de Veyes, desde siempre rival de Roma, mantuvo durante todo el siglo V a. C. una constante presión militar sobre la frontera septentrional del Latium Vetus, que al menos en tres ocasiones atacó abiertamente, primero en 485 a. C.  /475 a. C. aprox., luego hacia el 438 a. C. /425 a. C. y por último hacia el 405 a. C. /396 a. C. , concluyendo esta última ofensiva con la destrucción de la ciudad a manos de Roma.
Así pues, con cuatro frentes de guerra casi constantemente abiertos (al norte con los etruscos, al oriente con los sabinos, al suroriente con los ecuos y al sur con los volscos, pueblos tan capaces como el latino), Roma estuvo a punto de desaparecer para siempre de la Historia.

### Los años de la revancha
Mas la tenacidad y el espíritu de entrega de los latinos, su sentimiento de pertenecer a una misma estirpe y su convencimiento absoluto de ser los herederos de un destino común, obraron un milagro. En el 431 a. C., con la famosa batalla del Monte Álgido, los ecuos fueron expulsados del Latium Priscum; en el 426 a. C. fue el turno para Fidenae, ciudad aliada de Veyes, conquistada y destruida por un ejército romano. El apoyo de los hérnicos, que a finales del 486 a. C. se habían adherido al foedus Cassianum, permitió a Roma y a la Liga Latina, en el año 406 a. C. llevar a cabo una empresa épica, la conquista de la ciudad volsca de Anxur, situada a más de cincuenta kilómetros de la frontera meridional del Latium Vetus. Diez años más tarde (396 a. C.) gracias al genio militar de Furio Camilo, la resistencia de Veyes llegó a su término, la ciudad fue arrasada y su territorio fue incorporado al estado romano. Con Veyes cayó uno de los centros etruscos más importantes y prestigiosos de su tiempo, y centro civilizador de todo el Lacio
La ofensiva desencadenada por Roma y todo el pueblo latino en las últimas décadas del siglo V a. C. había acabado con todos aquellos que habían osado profanar el sacro suelo del Latium Vetus: veyentes, sabinos, ecuos y volscos. Pero un peligro quizá aún más temible se acercaba: una horda celta había atravesado los Apeninos, sembrando el terror y la destrucción a su paso y se dirigía hacia Roma.

### Los galos en el Lacio
En el curso del siglo V a. C., algunos pueblos de origen céltico, llamados por los latinos galos, habían ocupado gran parte de las estribaciones de los Alpes y de la llanura padana. En el 390 a. C. una expedición de galos bajo el comando de un jefe llamado Breno, superó los Apeninos Toscano-Emilianos, penetrando en Etruria, desde donde marcharon hacia Roma. Un ejército enviado desde la ciudad para detener al invasor fue derrotado en Alia, unos pocos kilómetros al norte del Tíber. En Roma, mujeres, niños y viejos fueron evacuados a las ciudades vecinas mientras los defensores se refugiaron en la ciudadela capitolina. Los objetos sagrados fueron enviados a Caere, importante poblado etrusco aliado a Roma en su último conflicto con Veyes. La ciudad latina, que se encontraba desierta, fue saqueada e incendiada y solo el pago de un fuerte rescate y la firmeza de Furio Camilo lograron alejar a la horda que dirigió hacia el sur a Apulia.

### Las guerras civiles
El envío de los vestidos sagrados a Caere y no a otra ciudad latina, en el curso de la incursión gala pudo ser interpretado de varias maneras, pero lo cierto es que en el 386 a. C., Praeneste denunció el foedus Cassianum, apoyados abiertamente primero por los volscos, después por los ecuos, que con los faliscos y los etruscos de Tarquinia se levantaron nuevamente en armas contra Roma. Aunque Túsculo no participó directamente en la contienda, admitió que un nutrido grupo de voluntarios suyos se integrara al ejército de Praeneste. Los tiempos de la solidaridad latina parecía que habían desaparecido para siempre.
Después de la enésima tentativa de los volscos por penetrar en territorio romano y rechazada por Furio Camilo, un ejército formado por praestinos, ecuos y voluntarios de Túsculo se dirigió contra Roma (383 a. C.). La urbe estaba entonces comprometida en socorrer a la ciudad aliada de Sutrium, cercada por el asedio de los etruscos de Tarquinia y por sus aliados los faliscos. No obstante la escasez de fuerzas romanas presente en la ciudad, los praenestinos fueron puestos en fuga en cercanías de Puerta Colina. La paz que siguió respetó la libertad de Praeneste pero no la de Túsculo, ciudad que fue definitivamente absorbida por el estado romano (381 a. C.).
Entre los 362 a. C. y 358 a. C. la guerra estalló sobre la ribera del Trerus: los hérnicos se rebelaron, y solamente tras un gran esfuerzo acompañado de una larga negociación diplomática, volvieron a la obediencia de Roma. Tibur, tercera ciudad latina en importancia, aprovechó entonces para entrar en guerra contra Roma, después de conseguir a sueldo mercenarios galos (361 a. C.). Dos nuevos conflictos, primero contra los volscos, que fueron derrotados (357 a. C.) y luego contra los etruscos de Tarquinia, obligaron a Roma a esperar siete largos años antes de lograr doblegar definitivamente la resistencia de Tibur, a la cual después le fue ofrecida una paz honorable (354 a. C.). En el 353 a. C., Caere pasó definitivamente a la zona de influencia romana, que se extendió así desde aquel año hasta el mayor puerto de la Etruria meridional. Pero ahora la urbe había puesto en su contra a muchos de sus aliados en la lucha contra sus propios enemigos tradicionales: solo pocos poblados relativamente populosos (Norba y Signia en particular) y un cierto número de poblados menores del Latium estaban de su lado.

### Un destino marcado
Los sucesos que convulsionaron el Latium en la primera mitad del siglo IV a. C. y que habíamos intentado sintetizar en el capítulo precedente, merecen una explicación; ¿Por qué después de una serie ininterrumpida de victorias en combate a favor de Roma y de sus aliados de la Liga, en las últimas tres décadas del siglo V a. C. estalla en la región una verdadera guerra civil entre los latinos? ¿Cuáles fueron las motivaciones que empujaron a las más importantes ciudades del Latium Vetus a renunciar a un gran proyecto común de expansión en Italia central y el levantarse en armas contra Roma y las ciudades que le eran fieles?
La conquista de Veyes en 396 a. C. había además consolidado la posesión de absoluta supremacía que Roma gozaba en la región. Algo semejante se perfilaba para muchas ciudades latinas: el riesgo de ser definitivamente absorbidas por el poderoso estado romano. La toma y el saqueo de Roma (pero no de la fortaleza capitolina) por parte de los galos en 390 a. C. fue ciertamente un hecho luctuoso en su historia, pero se trató de un breve paréntesis y la reconstrucción de la ciudad se sucedió a un ritmo sostenido, lo que induce a creer que el incendio relatado en la historiografía antigua solo debió afectar algunas zonas de la urbe. Un importante estudio de este periodo sostiene que al inicio del siglo IV a. C. la población de Roma regresó con toda probabilidad al mismo nivel de la época de la monarquía (509 a. C.) fijada por Tito Livio, Dionisio de Halicarnaso y Eutropio en cerca de los 80.000 habitantes. También entonces, en los albores de la República, las ciudades de la liga habían intentado librarse de la incómoda tutela de Roma, pero sin lograrlo.
Después de la crisis del siglo V a. C. que, poniendo en peligro la supervivencia misma del Latium Vetus, y había recompuesto el mundo latino, Roma se tornó más poderosa y rica que antes. Con la conquista de Veyes, la relación de fuerzas entre Roma y sus aliados cambió a favor de la urbe como ya se ha dicho. Las ciudades más importantes del Latium (Preanestre y Tibur) terminaron por perder su libertad por lo que se armaron contra Roma. En su ayuda acudieron otras poblaciones importantes del Latium Vetus, entre ellas Túsculo severamente castigada por Roma con la pérdida de sus libertades cívicas. En la primera mitad del siglo IV a. C. la urbe no solo estuvo en capacidad de responder con éxito los ataques de las otras ciudades latina, sino también todas las ofensivas lanzadas repetidamente en su contra por etruscos, faliscos, volscos y ecuos. En torno al 350 a. C. tuvo lugar la última guerra contra Tarquinia, que le permitió a Roma consolidar su influencia sobre la Etruria meridional y absorber para su estado el importante puerto de Caere, El destino de los latinos ya estaba definido.

### Epílogo

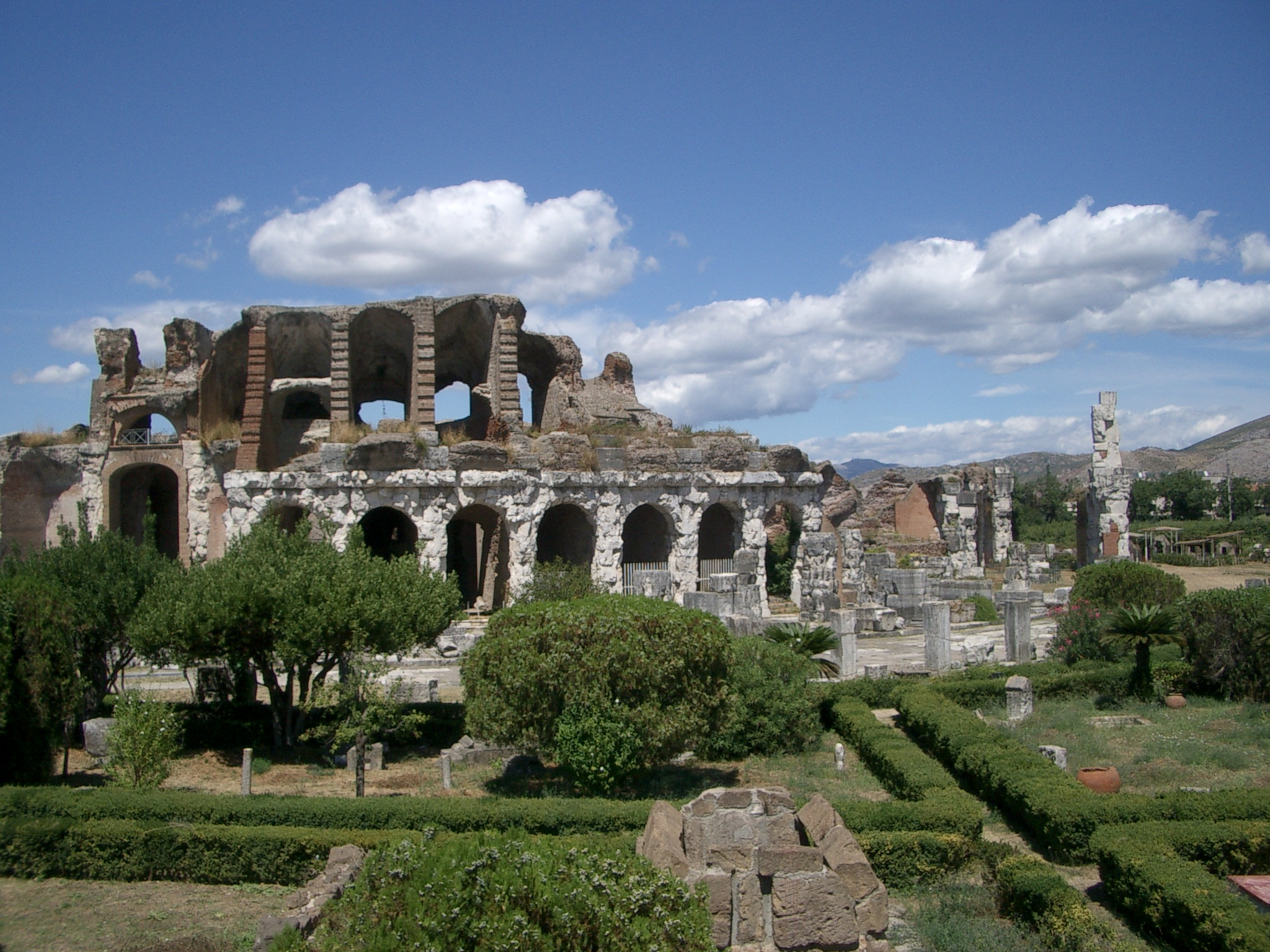
Anfiteatro de Capua

A finales de los años 40 del siglo IV a. C., las dos potencias hegemónicas de Italia central, Roma de una parte, y la Federación Samnita de la otra, se enfrentaron por la posesión de la Campania septentrional. La guerra (343 a. C. / 341 a. C.) no concluyó en nada definitivo, pero permitió a los romanos inmiscuirse en los acontecimientos internos de una región rica y populosa y tomar posesión de Capua, la mayor y más próspera ciudad de Campania en ese tiempo, traspasada a los romanos por medio de la deditio -rendición a Roma- (343 a. C.). Capua era en aquella época el centro de una tupida red de alianzas y de relaciones comerciales con muchas ciudades vecinas que pasaron como consecuencia a la órbita romana.
Los latinos, preocupados por esta nueva fase de expansión de Roma hacia el sur, decidieron pasar a la acción y con el apoyo de algunas ciudades campanas que soportaban de mala gana la hegemonía de la urbe en sus regiones reclutaron un ejército que penetró en Campania atravesando el Trerus (340 a. C.) Las fuerzas latino-campanas fueron derrotadas en las faldas del Vesubio por un ejército romano reforzado con toda probabilidad por un contingente samnita. Los supervivientes fueron obligados a replegarse más allá del río Garellano pero a poco padecieron una nueva derrota cerca de Trifano. En los Campos Fenectanos, territorio perteneciente al Latium Adjectum se consumó el último acto de la tragedia. Un ejército constituido por los latinos de Praeneste, Tibur y otras poblaciones menores fueron enteramente diezmadas por los romanos (338 a. C.). Desde aquel momento las ciudades del Latium Vetus dejaron de existir como entidades políticas autónomas y su historia se confunde con la de Roma, máxima expresión de aquella misma civilización desarrollada por el pueblo latino a lo largo de varios siglos.

## Economía
En tiempos protohistóricos dominó en todo el Latium Vetus una economía de tipo primario algo diversificada: agricultura (cebada, cebada dura, mijo y habas particularmente, pero también cebollas e hinojo), ganadería (bovinos y porcinos) y el pastoreo trashumante preferiblemente en la llanura, pero también sobre las colinas. El cultivo de la vid y del olivo fueron introducidos no antes del siglo VII a. C., cuando ya avellanos, perales y manzanos se encontraban desde hacía tiempo en el territorio. Inicialmente la cacería debió ocupar un lugar importante en la alimentación latina dada la riqueza de la región en fauna silvestre (principalmente liebres y palomas y más raramente ciervos).
Los objetos manufacturados presentes en la zona son de tipo metalúrgico, ligados con actividades agrícolas (utensilios varios: azadas, hachas, rejas de arado, etc.) y con la guerra (armas). Con el tiempo se desarrolló también una forma de artesanía local dedicada a satisfacer las necesidades básicas: alfarería pero también objetos de vidrio y ámbar, los cuales se han hallado en muchos asentamientos (Colle della Mola, Narce etc.).
En lo que corresponde a las actividades comerciales, con toda probabilidad tuvieron una notable expansión en la época etrusca, a partir de los siglos VII / VI a. C. coincidiendo con el desarrollo urbano de Roma, Praeneste, Tibur y otras importantes ciudades habitadas por latinos. Recordemos que el Latium Vetus era en aquella época un importante punto de tránsito entre Etruria y las ciudades de Campania que estaban bajo su influencia (Capua, Pompeya) y los ricos poblados italiotas del Tirreno (Neapolis, Cumas, etc.).

## Cultura y pensamiento

### El amanecer de la civilización latina
En época arcaica (siglo XII a. C. a siglo VIII a. C.) la etnia latina presentaba un desarrollo social y civil comparable con el de las otras poblaciones apeninas de las que apenas se diferenciaba, al menos a juzgar por la escasa información que poseemos. Típica del mundo latino fue la forma de asentamiento que se articulaba en caseríos de pequeñas dimensiones (por lo general de menos de veinte hectáreas) y basada en una economía de carácter agropecuario. Como se dijo antes, las manufacturas presentes, todas de pequeñas dimensiones, se especializaban en la fabricación de aperos, armas y objetos domésticos de cerámica o metal, con pocas pretensiones artísticas.
Las viviendas de los primeros latinos fueron generalmente chozas de paja o de madera, y solo desde el periodo etrusco, a partir del siglo VII a. C., empezaron a ser sustituidas por casas de piedra o ladrillos. La sociedad debió organizarse patriarcal o tribalmente y en ella el jefe de la tribu desempeñaba también las funciones sacerdotales. La religión, antes del encuentro con las civilizaciones etrusca y helénica era de tipo naturalista y tuvo un papel importante al congregar varias villas, según el modelo de articulación que predominaba en el Latium, y las cuales se reconocían por una divinidad, unas creencias y un ritual común.
Un fuerte impulso para el desarrollo de una cultura y de una estructura social más organizada y evolucionada se debió a la aparición de los primeros núcleos urbanos (o proto-urbanos) en el Latium Vetus en el curso del siglo VIII a. C., y a la fundación de las primeras colonias griegas en el sur de Italia y en Sicilia. En todo caso, la impronta helénica sobre el Lacio empezó a ser claramente perceptible en las últimas décadas de ese mismo siglo con el inicio del actividad de colonización que tuvo como epicentro las costas meridionales italianas de los mares Tirreno y Jónico y de Sicilia (La fundación de Siracusa data del 734 a. C.).

### Latinos, griegos y púnicos

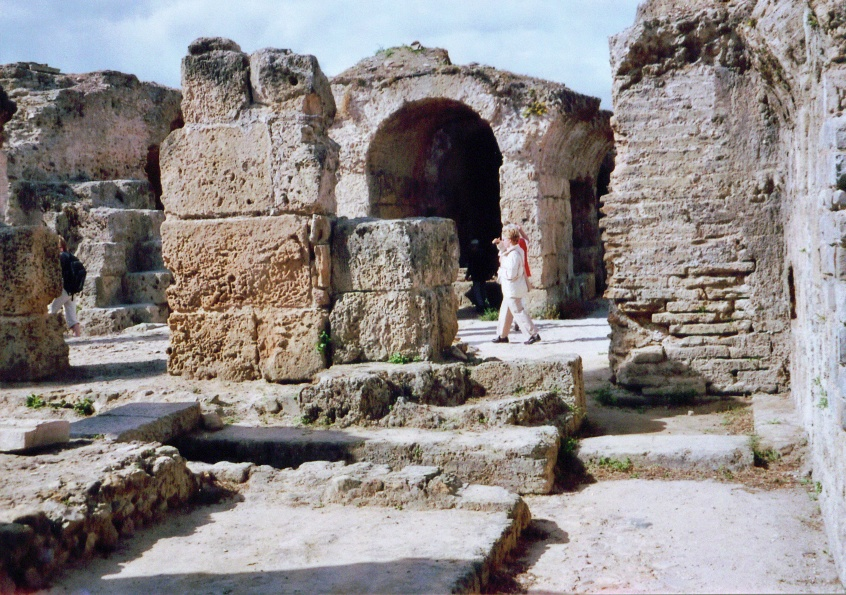
Ruinas de Cartago.

La fundación de la primera colonia griega en Campania a mediados del siglo VIII a. C. tuvo gran importancia no solo para la nación latina, sino también para los otros pueblos establecidos en la península itálica, que recibieron del contacto con la civilización helénica un fuerte impulso para su propio desarrollo. Datan de las últimas décadas de ese siglo los primeros objetos de lujo de producción griega encontrados en Roma y otras ciudades latinas, que estimularon una producción local semejante en muchos poblados del Latium Vetus (Praeneste, Tibur, Satricum etc.). Tal producción, generalmente de imitación, fue inicialmente de un nivel claramente inferior a los modelos originales. Pero ya en el curso del siglo VII a. C., aun siendo rústica, se había depurado notablemente dando vida así a una floreciente producción artesanal.
Los griegos no se limitaron a introducir en Italia su arte y técnicas de manufactura, sino también sus instituciones políticas y militares y una técnica que la difundió por todo el Latium Vetus por medio de los etruscos, revolucionaría la historia del pueblo latino: la escritura. En aquellos mismos años empezaba en Sicilia y Cerdeña la penetración comercial fenicia y que algunos siglos más tarde pasarían a estar bajo el control de la ciudad de Cartago, que poseyó desde entonces el dominio sobre ambas islas en lo concerniente a Trinacria (nombre antiguo de Sicilia) la ocupación púnica se limitó a la parte occidental.

### Latinos y etruscos

Mapa de la civilización etrusca.

En un momento histórico difícil de determinar, pero que debió producirse en los últimos dos o tres decenios del siglo VII a. C. Roma y todo el Latium Vetus empezaron a formar parte de la órbita etrusca. El evolucionado pueblo etrusco en el apogeo de su poder, abrió a los latinos la puerta hacia una civilización nueva y refinada. Grande debió ser la deuda que contrajeron con esta etnia, deuda menospreciada por los mismos historiadores latinos.
Los etruscos introdujeron en el Latium muchas de sus creencias religiosas (entre ellas las prácticas adivinatorias de los arúspices y el culto de los muertos), políticas -de tipo oligárquico, algunas de las cuales sobrevivieron durante la república-, y una administración eficiente. El alfabeto etrusco (derivado del griego occidental) tuvo que ser modificado para poder adaptarse a un idioma indoeuropeo como el latín, siendo adoptado por todas las ciudades del Latium Vetus, incluyendo a Roma. también fue etrusca la técnica constructiva que permitió que Roma, Praeneste, Tibur, sustituyeran sus chozas y viviendas ruinosas, con casas de piedra y entejadas, adquiriendo así una innegable connotación urbana (tales transformaciones, con toda probabilidad, debieron producirse antes que iniciara el período hegemónico etrusco sobre el Latium Vetus).
El Lacio “etrusco” debió ser un gran consumidor de bienes artísticos de lujo. Los suntuosos mobiliarios funerarios descubiertos en Praeneste, son testimonio de la inusitada importación a la región de un nuevo arte, y de la existencia de una prosperidad desconocida hasta entonces. Surgido en este periodo, se desarrolló sobre todo en los siglos siguientes un arte latino de inspiración itálico-etrusca, caracterizado por su acentuado realismo, que sobrevive sobre todo en la retratística hasta la época imperial. Popularísima entre la clase media, será definido por los estudiosos, sin ninguna acepción despectiva, como arte plebeyo o popular. El dominio etrusco que fue mayor sobre Roma que en otras poblaciones latinas, duró otro siglo y terminó hacia finales del siglo VI a. C.

### El Sello de la eternidad
El ocaso de la hegemonía etrusca sobre el Latium Vetus, determinó una inesperada marginación de la región de las grandes corrientes del tráfico internacional, que habían determinado su desarrollo en las décadas anteriores. A partir del 470 a. C. aprox. y por casi un siglo (finalizado entre 390 a. C. / 385 a. C.) asistimos a un progresivo empobrecimiento material del pueblo latino que se refleja sobre todo en el plano económico, aunque también en el cultural. Para Roma esta situación esta mejor documentada que para otras ciudades ya que no se conocen de ella en este periodo grandes obras civiles o militares. Es significativo que la urbe, como ha hecho notar el conocido arqueólogo italiano Ranuccio Bianchi Bandinelli, no tuviera en tal época entre las asociaciones artesanales existentes ni talladores de piedra, ni pintores, ni escultores. Solo después de la incursión de los galos (390 a. C.) volvió la prosperidad al Latium Vetus y de ello dan fe el mobiliario y los adornos de las tumbas, más refinadas que en el pasado y en algunos casos de gran preciosismo artístico. Por estos años el pueblo latino está en vísperas de cambio memorable que desembocará en la formación del mundo romano, pero perderá su alma noble y austera, aun cuando no la dimensión mítica y heroica que le acompañaba desde su nacimiento. Esta será trasmitida por Roma que a su vez imprimirá por siempre en la civilización latina el sello de la eternidad.

### Lengua
La lengua de los latinos, de la ciudad de Roma y de su imperio fue el latín. De origen indoeuropeo, el antiguo latín o proto-latín era junto al falisco, y en relación con las otras lenguas itálicas parte de un tronco lingüístico que se difundió por la Italia centro-meridional, y que agrupaba su mayor parte en la gran familia osco-umbra, la cual penetró en la península en épocas y oleadas sucesivas; en una de las cuales llegó el latín. Esta última presenta características gramaticales, de sintaxis y léxico que le emparentan con idiomas celtas y germanos y otras lenguas indoeuropeas más orientales (como la tocaria y la indoaria). La primera inscripción conocida en lengua proto-latina está grabada en la fíbula prenestina, un gancho fabricado en la segunda mitad del siglo VII a. C., pero una literatura propiamente latina solo empezó a desarrollarse en la época romana, a partir del siglo III a. C.

### Pensamiento Jurídico
Los latinos siempre se distinguieron por su acentuada y estricta concepción de la legalidad, que se reflejó en todos los ámbitos de la vida pública y privada. En la época arcaica los litigios y las controversias eran resueltos mediante acciones individuales, que sin embargo debían conformarse a lo determinado por la costumbre y gozar de suficiente aprobación social. Con el desarrollo de la primera ciudad-estado la justicia pasó a ser administrada por la autoridad pública, personificada frecuentemente por el mismo rex que frecuentemente era también el guía religioso de la comunidad, el pontifex maximus o sea el sumo sacerdote. Correspondía a él legislar y designaba a las personas o los órganos colegiados que le apoyarían en el desarrollo de sus funciones.
En el curso de la primera mitad del siglo V a. C. fue cada vez más patente la necesidad de la codificación escrita del derecho, que impidiese las interpretaciones arbitrarias de la normatividad y los abusos, sobre todo en detrimento de las clases sociales más débiles. Algunos historiadores enmarcan este fenómeno en el ámbito, por un lado, de una progresiva democratización de la sociedad latina de ese tiempo, y por otro, de la necesidad de clases populares de poder contar con instrumentos de protección (y certidumbre) jurídica, necesarios para alcanzar su emancipación social y económica.
Hacia 451 a. C. / 450 a. C., en la más influyente y poblada ciudad latina, Roma, se da un primer ordenamiento jurídico por escrito, atendiendo ampliamente a que estuviese acorde con las antiguas tradiciones y las concepciones éticas de la nación latina. Se advierte en este código, generalmente conocido como Ley de las XII Tablas, un fuerte sentido de integridad y de austeridad, típico del pueblo latino y su profunda aversión por todo aquello que atentase contra el honor, la lealtad y contra el estado, aunque le enfrente con la familia. Todos los ciudadanos estaban además habilitados para poseer propiedad privada y hacer tratos económicos: las penas previstas para los deudores morosos eran ejemplares.
Las Leyes XII de las tablas tienen una importancia histórica enorme: con ella se puso el fundamento de lo que sería el futuro ordenamiento jurídico romano, base indiscutible de la moderna jurisprudencia en gran parte del mundo contemporáneo.

### Religión

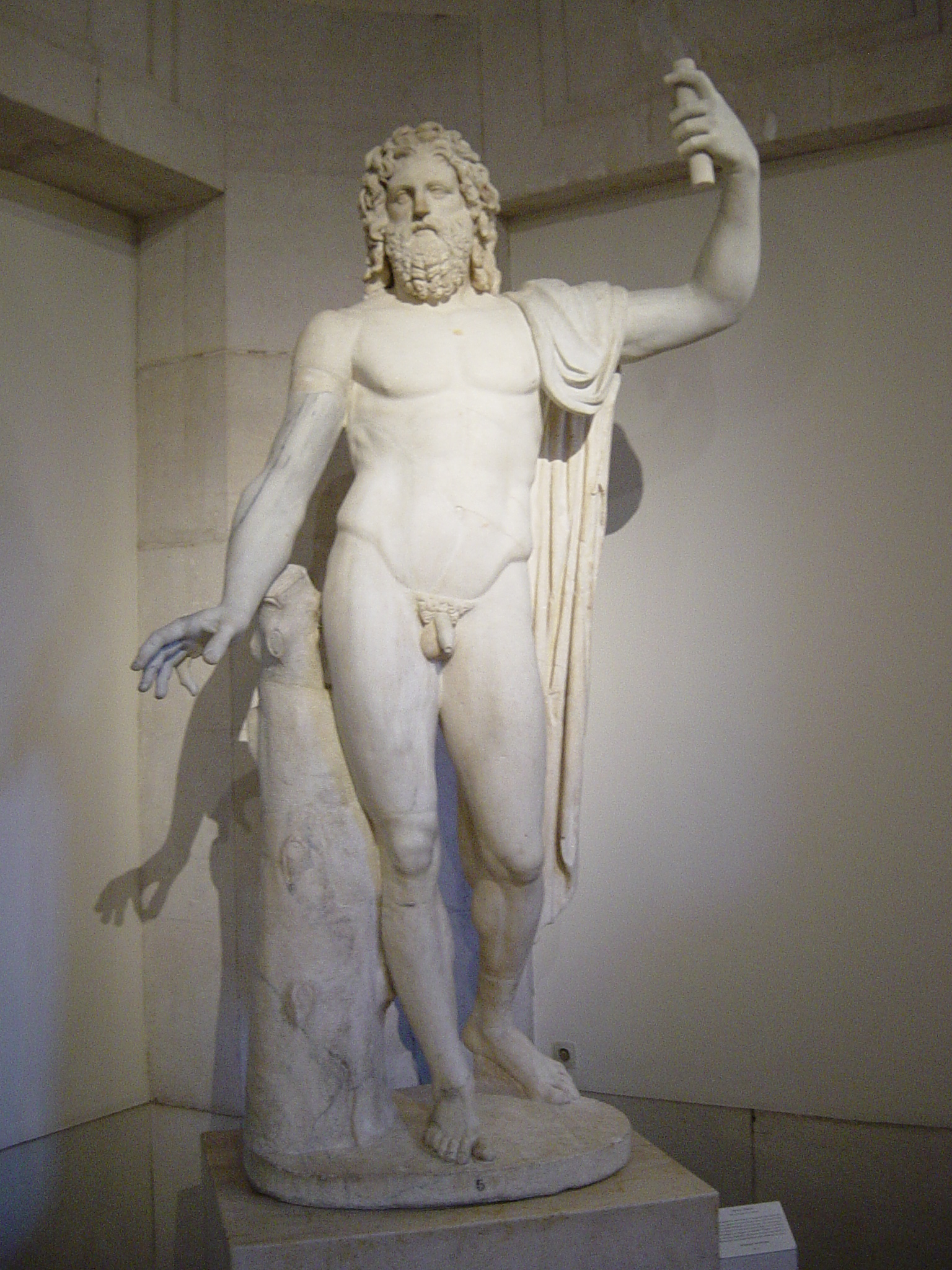
Estatua de Júpiter Tonante obra de Leocares.

Las creencias religiosas del antiguo Lacio estaban sobre todo ligadas a la naturaleza animada (plantas y animales) e inanimada (el fuego, el agua, el viento, etc.) o a fuerzas sobrenaturales que regían la existencia humana (la sabiduría, la muerte, la concepción, el nacimiento, etc.). De entre los animales eran sagrados picus (el pájaro carpintero) capaz de predecir el futuro, serpens o draco (la serpiente, objeto de culto en el templo de Juno en Lanuvio), aper o aprugnus (el jabalí salvaje) y lupus (el lobo).
El fuego fue doblemente encarnado por Vesta y por Vulcanus (Vulcano), en tanto la vitalidad de la naturaleza silvestre estaba contenida por el dios Faunus (Fauno). Especiales objetos de culto fueron la Tierra (Terra Mater), el cielo (Juppiter, o sea Júpiter) y las mujeres jóvenes en edad de concebir criar la estirpe (Juno, de jun y juvenis, joven). De gran importancia fueron las divinidades ligadas con la agricultura y que aseguraban el sustento humano: Flora (la diosa que presidía el brote del grano), Mater Matuta (la diosa que protege la maduración de los frutos), Ceres, etc. también algunos sitios, al evocar la historia del numen latino podían ser objeto de culto, como el Tíber. Por último, particular devoción se reservó a los dioses protectores del hogar y de la estirpe, conocidos como Lares y Penates.
La religión no solo condicionó la vida social de los latinos, sino también su política. La unidad religiosa constituyó de hecho junto a la lingüística, el lazo más fuerte que unió a todos a la realidad, tanto territorial como humana en torno a la cual se articulaba en aquella época el Latium Vetus. A menudo el tener los mismos ritos, divinidades y lugares de culto impulsó a los grupos de aldeas y más tarde poblados a constituir una verdadera federación o liga. Célebre por ello fue la Liga Albana, a la cual ya se aludió antes, reunida en torno al santuario de Juppiter sobre el Mons Albanus. La cual sirvió posteriormente de arquetipo para la Liga Latina.

#### Autores clásicos
- Tito Livio. Ab Urbe condita libri. «libros I-V».
- Eutropio. Breviarium historiae Romanae.
- Dionisio de Halicarnaso. Ρωμαική Αρχαιολογία [Antigüedades romanas].
- Estrabón. ΓΕΩΓΡΑΦΙΚΑ [Geografía].
- Plinio el Viejo. Naturalis Historia.

#### Autores contemporáneos
- Bianchi Bandinelli, Ranuccio (2005). Etruschi ed Italici (en italiano). Milán: Corriere della Sera : Rizzoli libri illustrati.
- Bianchi Bandinelli, Ranuccio (2005). Roma: L'arte al centro del potere (en italiano). Milán: Corriere della Sera : Rizzoli libri illustrati.
- Bloch, Raymond (1960). The Origins of Rome (en inglés). Londres: Thames and Hudson.
- Bosi, Roberto (1989). L'Italia prima dei Romani (en italiano). Milán: Bompiani. ISBN 8845214877, ISBN 9788845214875.
- Buti, Gianna G.; Devoto, Giacomo (1974). Preistoria e storia delle regioni d'Italia: Una introduzione (en italiano). Florencia: Sansoni.
- Carandini, Andrea (1997). La nascita di Roma (en italiano). Turín: Einaudi.
- Devoto, Giacomo (1967). Gli Antichi Italici (en italiano) (3ª edición). Florencia: Vallecchi.
- Di Martino, Ugo (1984). Le Civiltà dell'Italia antica (en italiano). Milán: Mursia.
- Pallottino, Massimo (1984). Storia della prima Italia (en italiano). Milán: Rusconi. ISBN ISBN 8818129945 , ISBN 9788818129946 |isbn= incorrecto (ayuda).
- Peroni, Renato (1994). Introduzione alla protostoria d'Italia (en italiano). Roma - Bari: Laterza. ISBN ISBN 8842043818 , ISBN 9788842043812 |isbn= incorrecto (ayuda).
- Peruzzi, Emilio (1978). Aspetti culturali del Lazio Primitivo (en italiano). Florencia: L. S. Olschki.
- Quilici, Lorenzo (1979). Roma primitiva e le origini della civiltà laziale (en italiano). Roma: Newton Compton.
- Autores varios (1988). Storia di Roma Vol.I: Roma in Italia (en italiano). Turín: Einaudi.
- Autores varios (1974-1978). Popoli e civiltà dell'Italia antica, Vol. I-VII (en italiano). Roma.